# Anacleora
Anacleora is een geslacht van vlinders van de familie spanners (Geometridae), uit de onderfamilie Ennominae.

## Soorten
- A. diffusa (Walker, 1869)
- A. extremaria (Walker, 1860)
- A. pulverosa (Warren, 1904)